# Stofnaam
Een stofnaam is in de grammatica een zelfstandig naamwoord dat een niet-telbaar geheel ofwel een ongebonden massa als referent heeft, bijvoorbeeld de woorden water, fruit en melk. Een stofnaam is meestal een singulare tantum, maar soms ook een plurale tantum.
Het meest kenmerkend voor stofnamen is - in veel talen - dat ze niet kunnen worden gecombineerd met telwoorden (wel met bepaalde andere kwantoren zoals veel en weinig) en onbepaalde lidwoorden zonder dat er extra aanpassingen nodig zijn, zoals het toevoegen van een natuurkundige eenheid:
- melk → een halve (½) liter melk
- fruit → een (1) kilo fruit

Met name bij afgeleide betekenissen en polysemie kan een zelfstandig naamwoord ook zowel een stoffelijke als een niet-stoffelijke betekenis hebben, bijvoorbeeld papier en cola. Als metonymie voor een glas met cola: een cola / twee cola's enz. Enigszins verwarrend is het dat sommige stofnamen verwijzen naar verzamelingen van telbare afzonderlijke objecten (meubilair, bestek, apparatuur enz.)    
Stofnamen zijn niet in alle talen hetzelfde. Zo is bijvoorbeeld het Duitse Gemüse een singulare tantum, terwijl de Engelse en Nederlandse equivalenten vegetable en groente zowel een enkelvoud als een meervoud hebben.

## Stofnamen en cumulativiteit
Het onderscheid tussen telbare en niet-telbare hoeveelheden is in termen van cumulatieve referentie gedefinieerd door Godehard Link. Hij stelde de volgende logische formule op (die ook is toegepast bij het bestuderen van andere verschijnselen zoals teliciteit):
- Als X kan worden beschreven als P en Y ook kan worden beschreven als P, kan de som van X en Y worden beschreven als P.

Voorbeelden: als de entiteit "water" wordt verdubbeld, blijft de uitkomst gewoon hetzelfde: "water" (vroeger kwam "wateren" nog weleens voor, bijvoorbeeld in de Herziene Statenvertaling van de Bijbel: "de geest Gods zweefde op de wateren" - Genesis 1:2). Hetzelfde geldt voor de entiteit "bestek". Wordt de entiteit "stoel" daarentegen verdubbeld, dan is de uitkomst niet "stoel" of "een stoel" maar "twee stoelen". 